# Thomas Brackett Reed

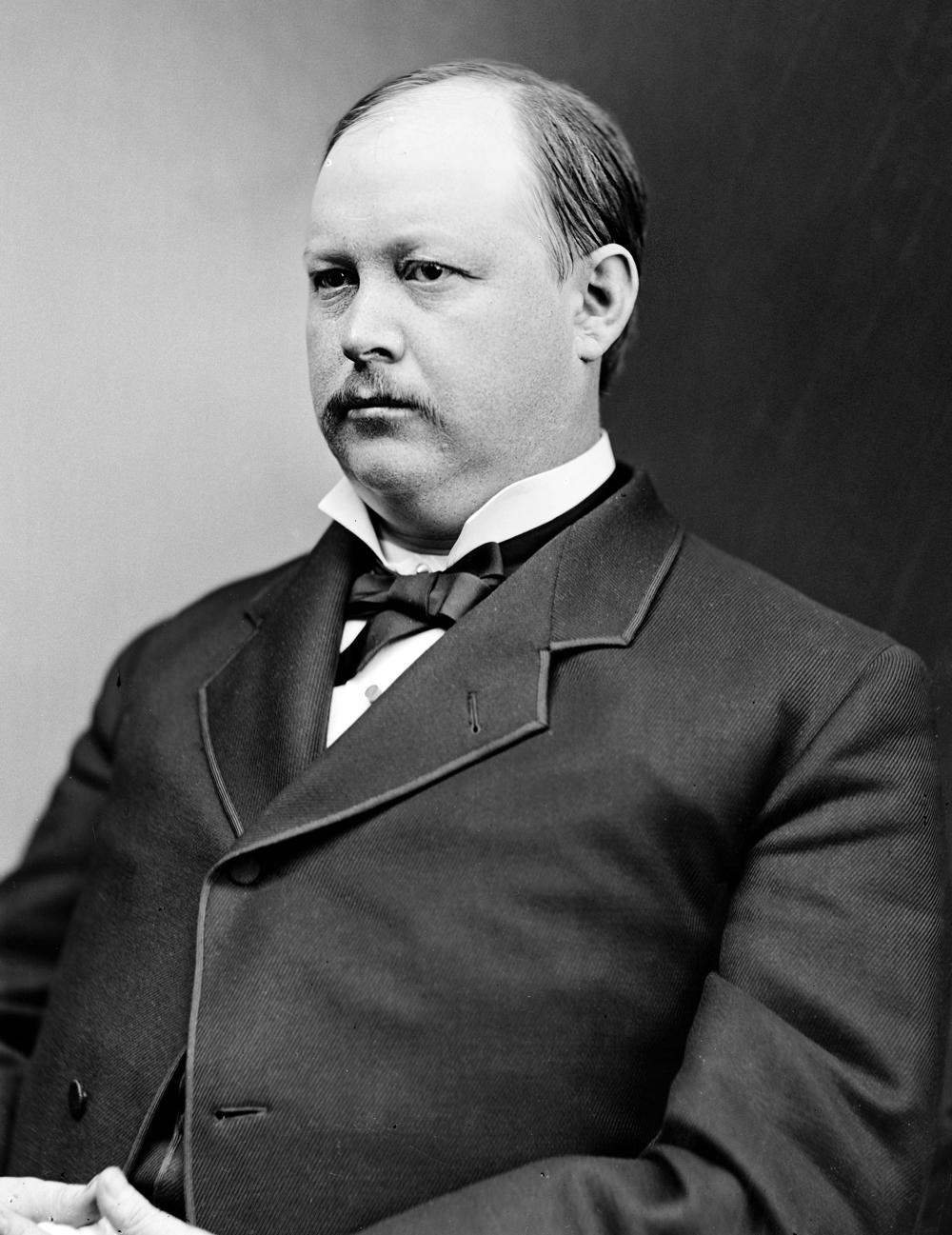

Thomas Brackett Reed (ur. 18 października 1839 w Portland w stanie Maine, zm. 7 grudnia 1902 w Waszyngtonie) – amerykański polityk, działacz Partii Republikańskiej, prawnik.
Zasiadał w Izbie Reprezentantów stanu Maine (1868–1869) i Senacie tego stanu (1870). Od 1870 do 1872 był prokuratorem generalnym Maine.
W latach 1877–1899 reprezentował 1. okręg Maine w Izbie Reprezentantów Stanów Zjednoczonych. Dwukrotnie pełnił tam funkcję Spikera (1889–1891, 1895–1899). 